# Westvorstadt (Weimar)

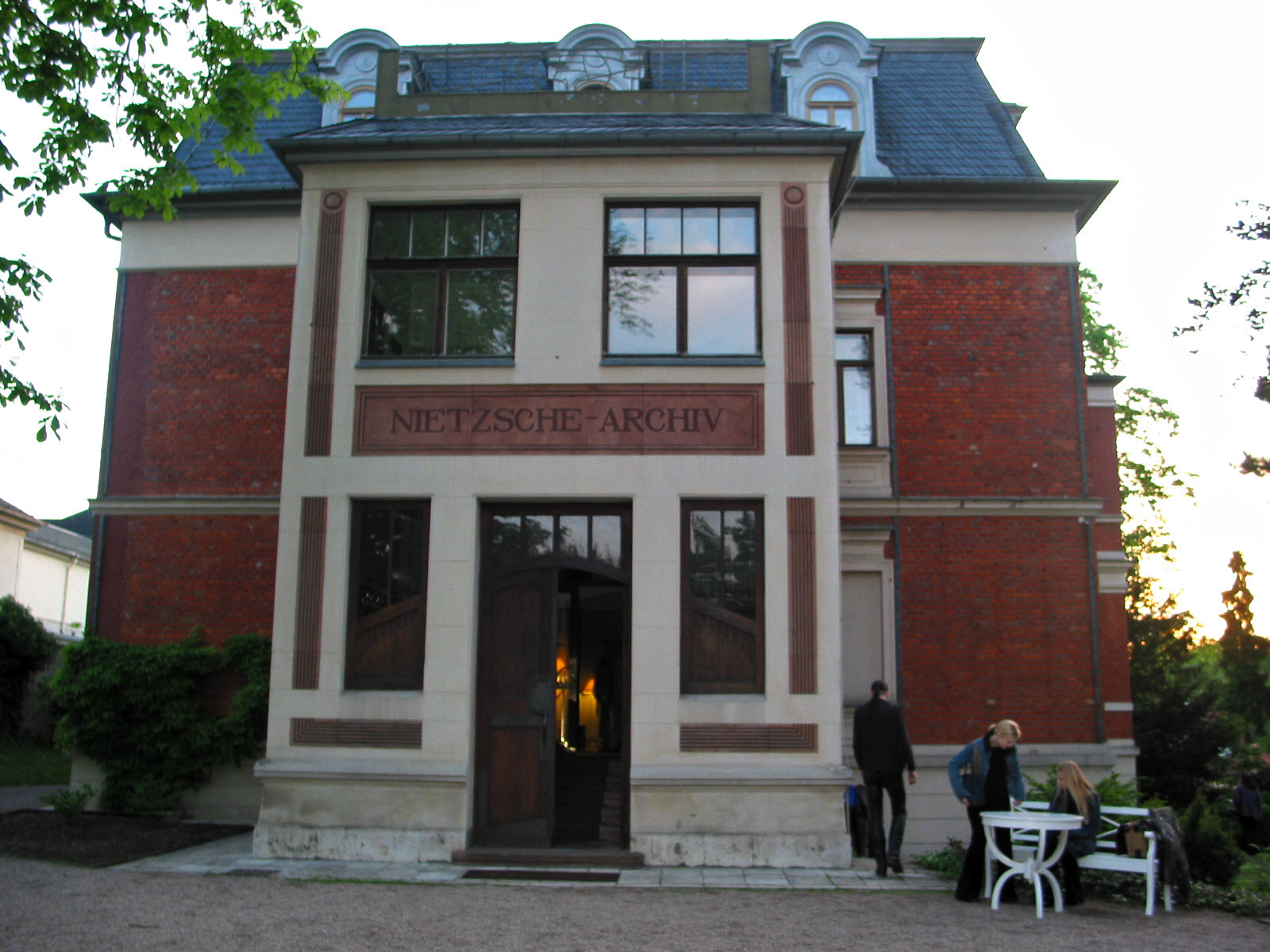
Nietzsche-Archiv

Im Bereich der südwestlichen Stadterweiterung von Weimar gibt es den Stadtteil Westvorstadt, der sich an die Altstadt anschließt. 

## Beschreibung
In südöstliche Richtung schließt sich die Südstadt an. Im Norden begrenzt den Stadtteil die Schwanseestraße, im Westen das Kirschbachtal. Im Süden schließt sie den Historischen Friedhof ein, die Marienstraße bzw. Rudolf-Breitscheid-Straße. In diesem Bereich liegt der Böckelsberg. In diesem Bereich liegen in der Windmühlenstraße die Villa Sauckel bzw. die Villa Deinhardt. Erwähnenswert ist auch das Hasenwäldchen. Anton Georg Hauptmann errichtete das Posecksche Haus, in dem sich das Museum für Ur- und Frühgeschichte Thüringens befindet. Das ist nicht das einzige Museumsgebäude in der Westvorstadt. In der Humboldtstraße befindet sich das Nietzsche-Archiv. Eine wichtige verkehrstechnische Einrichtung ist der Weimar Berkaer Bahnhof. Die Erfurter Straße ist zudem die Hauptverbindung der Altstadt in westliche Richtung. Im statistischen Bezirk Schönblick befindet sich die Wüstung Wallendorf mit dem Bodendenkmal Heimrichstisch. Die Humboldtstraße und die Berkaer Straße führen in Richtung Gelmeroda. Die Steubenstraße trennt die Westvorstadt im Bereich des Frauenplanes von der Altstadt.
In der Westvorstadt sind zahlreiche Villen aus der Gründerzeit bzw. dem Jugendstil vorhanden. Nicht wenige der Jugendstilvillen hatte Rudolf Zapfe, der wegen deren üppigen Fassaden „Fassaderich“ genannt wurde, entworfen. Zapfe entwarf allerdings auch die Kreuzkirche. Die Erholungsbereiche am Stadtrand wie Kirschbachtal und Südhang sind gut erreichbar. Im Bereich der Windmühlenstraße liegt die Siedlung Schönblick. In dem Bereich dominieren Gebäude, die dem Art déco zuzurechnen sind. Allein die unterschiedlichen Baustile verdeutlichen, dass die südwestliche Erweiterung Weimars in mehreren zeitlichen Abschnitten erfolgte. Das älteste Gebäude des Stadtteils ist jedoch die am Lottenbach gelegene Lottenmühle. In die Gründerzeit fallen die in der Westvorstadt befindlichen Schulgebäude, die Julius Bormann und Karl Vent entwarfen. Vent entwarf zudem das Paulinenstift in der Washingtonstraße. August Lehrmann entwarf in der Thomas-Mann-Straße 2 das Friedrich-Schiller-Gymnasium Weimar. Auch das turmähnliche Gebäude, das einstige Löschdepot in der Mozartstraße, wurde von Lehrmann errichtet. 
In der nach Clemens Wenzeslaus Coudray benannten Coudraystraße gibt es ein Relikt der Ackerbürgerscheunen. Davon gab es einst viel mehr, bevor die Straße infolge der südwestlichen Stadterweiterung gänzlich ihr Aussehen veränderte.
In der nach dem Kinderbuchautor und Journalisten Heinrich Jäde benannten Straße in der Siedlung Schönblick, Heinrich-Jäde-Straße 12, befindet sich das Wetteramt Weimar. Auch die von Heinrich Heß errichtete Stadtbücherei ist eine wichtige Einrichtung in diesem Stadtteil. Schließlich befindet sich der Hauptbereich der Bauhaus-Universität Weimar in der Geschwister-Scholl-Straße in diesem Stadtteil. Neben dem Historischen Friedhof steht dieser Bereich auf der Liste der Unesco-Denkmale in Weimar.
Zahlreiche Villen stehen auf der Liste der Kulturdenkmale in Weimar (Einzeldenkmale). Die meisten Straßenzüge haben Vermerke in der Liste der Kulturdenkmale in Weimar (Sachgesamtheiten und Ensembles).
Koordinaten: 50° 58′ 21″ N, 11° 19′ 32″ O